# محمد أحمد (لاعب كرة قدم مواليد 1989)
محمد أحمد علي غريب (مواليد 16 أبريل 1989) لاعب كرة قدم إماراتي يجيد اللعب في مركز الدفاع في منتخب الإمارات الوطني ونادي البطائح في دوري الخليج العربي.

## مسيرة اللاعب
لعب في نادي الشباب و نادي العين ونادي البطائح.

## روابط خارجية
- محمد أحمد على موقع الاتحاد الدولي (مؤرشف)  (الإنجليزية)
- محمد أحمد على موقع قاعدة بيانات كرة القدم.إي يو (الإنجليزية)
- محمد أحمد على موقع ناشيونال فوتبول تيمز (الإنجليزية)
- محمد أحمد على موقع Soccerway.com (الإنجليزية)
- محمد أحمد على موقع عالم كرة القدم.نت (الإنجليزية)
- محمد أحمد على موقع كووورة
- محمد أحمد على موقع أوليمبيديا (الإنجليزية)